# 181 هـ
181 هـ هي سنة في التقويم الهجري امتدت مقابلةً في التقويم الميلادي بين سنتي 797 و798.

## مواليد
- الإمام الدارمي
- الدارمي السمرقندي
- عريب المأمونية

## وفيات
- إسماعيل بن عياش
- عبد الله بن المبارك